# Epidendrum scabrum
Epidendrum scabrum är en orkidéart som beskrevs av Hipólito Ruiz López och Pav.. Epidendrum scabrum ingår i släktet Epidendrum och familjen orkidéer. Inga underarter finns listade i Catalogue of Life.